# Havsfågelfästing
Havsfågelfästing (Ixodes uriae) är en fästingart som beskrevs av White 1852.Enligt Catalogue of Life och den svenska databasen Dyntaxa ingår Ixodes uriae i släktet Ixodes och familjen hårda fästingar. (Tidigare angav Dyntaxa namnet som Ceratixodes uriae, men det är numera ändrat). Arten är reproducerande i Sverige. Inga underarter finns listade i Catalogue of Life.

## Beskrivning
Som alla fästingar har de fullvuxna individerna åtta ben. Färgen är gulbrun (kan mörkna hos en blodfylld individ). Hanen och den icke blodfyllda honan är mellan 3 och 4 mm långa, medan en hona som just sugit sig full med blod kan bli upp till 12 mm lång.

## Utbredning
Arten är bipolar, den förekommer både i Arktis och Antarktis (samt angränsande regioner). På norra halvklotet finns den i Alaska, Kanada, Island, Grönland, Storbritannien, Norge, Finland och Ryssland. Dyntaxa och Artdatabanken anger dessutom att den är reproducerande i Sverige, men ingen information om utbredningen anges. På södra halvklotet är arten circumpolär och finns i Patagonien, Sydafrika, Australien, Kerguelen, Île Saint-Paul, Nightingale Island, de subantarktiska Campellöarna samt på Antarktiska halvön.

## Ekologi
Som alla fästingar är arten en parasit som suger blod från högre djur, för denna art havsfåglar från Arktis och Antarktis samt närliggande regioner. Vanliga arter är tärnor, pingviner och liror. Den tål temperaturer från -30ºC till +40ºC (den senare är nära blodtemperaturen hos många fåglar). När arten inte suger blod, söker den skydd under stenar för att undgå uttorkning.
Undersökningar gjorda på en adéliepingvinkoloni vid Palmer Station på Antarktis, har visat att fästingen hittar sina offer med hjälp av urinsyra i pingvinspillningen. Dessutom består fästingens avföring till stor del av guanin (en av de fyra kvävebaserna som bygger upp DNA och RNA), som verkar som ett feromon på andra fästingindivider och får dem att samlas.
Livslängden är 3 år.